# Множество (фильм)
«Множество» — американский научно-фантастический комедийный фильм 1996 года режиссёра Гарольда Рамиса. Сценарий фильма основан на рассказе Криса Миллера «Множественность» о клонировании, опубликованном в журнале National Lampoon в 1993 году.

## Сюжет
Даг Кинни – инженер-строитель из Лос-Анджелеса, который с некоторых пор начал испытывать затруднения с работой и личной жизнью из-за тотальной нехватки времени. Начав строительство нового крыла научного центра, Даг встречается с доктором Лидсом, дружелюбным учёным, который разработал успешный метод клонирования людей. Доктор Лидс с пониманием относится к проблемам Дага, и буквально за пару часов создает его точную копию - Лэнса, который занимает место Дага на работе, пока реальный Даг пытается посвятить всё время семье. Лэнс очень занят на работе, поэтому Даг решает, что ему нужен ещё один клон, чтобы помочь по дому. Так появляется Рико. У него очень чувствительная натура, он любит готовить и заниматься хозяйством. Лэнс и Рико решают создать ещё одного клона - Ленни.  Однако, поскольку он является уже дважды клоном, его интеллект значительно ниже, чем у предшественников, и он не оправдывает надежд. Даг всерьёз решает покончить с клонированием. Он решает взять отпуск и отправляется в плавание, но не хочет, чтобы Лора знала об этом. Поэтому клонам поручено полностью его подменять во всём, кроме романтических отношений с Лорой. Но в итоге Лора занимается сексом со всеми тремя, принимая их за истинного Дага. Тем временем, Лэнс подхватывает простуду и не может пойти на работу, поэтому отправляет вместо себя Рико. Тот по незнанию не справляется с визитом инспекции, и Даг теряет работу. Лора всё больше расстраивается из-за странного и непоследовательного поведения мужа. Она забирает детей уезжает в дом своих родителей. Даг, вернувшись, узнаёт все новости: Лора с детьми ушла, каждый из клонов занимался с ней сексом, и к тому же, он потерял работу. Даг решает с помощью клонов реконструировать дом, чтобы снова завоевать любовь Лоры. Кроме того, он решает открыть собственное дело. Понимая, что теперь Даг может позаботиться о себе сам, клоны его оставляют. Лора возвращается к Дагу. Однажды, стоя на светофоре, она видит всех трёх клонов в остановившейся рядом машине. Полагая, что у неё галлюцинации, Лора говорит своим детям: «Если вы действительно любите кого-то, все, кого вы встречаете, напоминают вам этого человека». Клоны открыли успешную пиццерию под названием «Три парня из ниоткуда» в Майами, притворившись тройняшками.

## В ролях
| Актёр           | Роль        |
| --------------- | ----------- |
| Китон, Майкл    | Даг         |
| МакДауэлл, Энди | Лора        |
| Юллин, Гарри    | доктор Лидс |
| Масур, Ричард   | Дел Кинг    |
| Леви, Юджин     | Вик         |
| Кьюсак, Энн     | Норин       |
| де Ланси, Джон  | Тед Грей    |
| Кэхан, Джудит   | Френни      |
| Боуэн, Джули    | Робин       |

## Критика
Создателям фильма не удалось повторить успех «Дня сурка», снятого Рамисом в 1993 году. Кассовые сборы составили сумму вдвое меньше бюджета фильма. Критики тоже невысоко оценили фильм.